# دان كاستلانيتا
دانيال لويس كاستيلانيتا (من مواليد 29 أكتوبر 1957)، هو ممثل وممثل كوميدي وكاتب أمريكي. اشتهر بأداء صوت هومر سيمبسون في مسلسل الرسوم المتحركة عائلة سمبسون (بالإضافة إلى شخصيات أخرى مثل جرامبا سيمبسون، وكريستي المهرج، وحارس الأرض ويلي، ومايور كويمبي، وسايدشو ميل، والسيد تيني، وكودوس، وبارني جامبل). أظهر دانيال أيضًا مواهبه الصوتية مثل صوت الجد في هيا آرنولد! وساهم في العديد من البرامج الأخرى، مثل فوتثرما، والأشقاء، وداركوينج داك، ومغامرات دينامو داك، وباتمان، والعودة إلى المستقبل: سلسلة الرسوم المتحركة، وعلاء الدين، ودودة الأرض جيم، وتاز مانيا.

## النشأة
ولد دانيال لويس كاستيلانيتا في 29 أكتوبر 1957، في مستشفى روزلاند المجتمعي على الجانب الجنوبي من شيكاغو، ونشأ في ريفر فورست وأوك بارك، إلينوي. وهو من أصل إيطالي، والدته هي إلسي (1926–2008) أما والده هو لويس كاستيلانيتا (1915–2014)، فكان ممثل موهوب عمل في شركة طباعة.
أصبح دانيال ماهرًا في الانطباعات في سن مبكرة ولفتت مهارته انتباه والدته التي سجلته في فصل التمثيل عندما كان عمره 16 عامًا. كان يستمع إلى تسجيلات والده الكوميدية ويأخذ انطباعات عن الفنانين. كان دانيال من أشد المعجبين بفناني الأداء مثل آلان أركين وباربرا هاريس، بالإضافة إلى المخرجين مايك نيكولز وإلين ماي. التحق بمدرسة أوك بارك وريفر فورست الثانوية وبعد التخرج بدأ في الالتحاق بجامعة إلينوي الشمالية (NIU) في خريف عام 1975.

## الحياة الشخصية
يقسم دانيال وزوجته ديب لاكوستا وقتهما بين مدينتي لوس أنجلوس وسانتا باربرا في كاليفورنيا. التقى الزوجان لأول مرة في فصل الكوميديا الارتجالية في شيكاغو، إلينوي.
دانيال نباتي وممتنع عن تناول الطعام. يمارس الرياضة بانتظام ويمارس رياضة التاي تشي.

## وصلات خارجية
- دان كاستلانيتا على موقع IMDb (الإنجليزية)
- دان كاستلانيتا على موقع ميتاكريتيك (الإنجليزية)
- دان كاستلانيتا على موقع روتن توميتوز (الإنجليزية)
- دان كاستلانيتا على موقع قاعدة بيانات الأفلام العربية
- دان كاستلانيتا على موقع ألو سيني (الفرنسية)
- دان كاستلانيتا على موقع ميوزك برينز (الإنجليزية)
- دان كاستلانيتا على موقع تيرنر كلاسيك موفيز (الإنجليزية)
- دان كاستلانيتا على موقع أول موفي (الإنجليزية)
- دان كاستلانيتا على موقع قاعدة بيانات الأفلام السويدية (السويدية)
- دان كاستلانيتا على موقع إن إن دي بي (الإنجليزية)

- Ten Questions with Dan Castellaneta